# Holodnîi Iar, Nedrîhailiv
Holodnîi Iar (în ucraineană Холодний Яр) este un sat în comuna Zasullea din raionul Nedrîhailiv, regiunea Sumî, Ucraina.

## Demografie
Componența lingvistică a localității Holodnîi Iar
     Ucraineană (99,03%)
     Alte limbi (0,97%)
Conform recensământului din 2001, majoritatea populației localității Holodnîi Iar era vorbitoare de ucraineană (99,03%), existând în minoritate și vorbitori de alte limbi.